# Sonate pour piano no 30 de Beethoven
 (décembre 2024).
Pour les articles homonymes, voir Sonate pour piano (homonymie).
La Sonate pour piano no 30 en mi majeur, opus 109, de Ludwig van Beethoven, fut composée en 1820. Le compositeur la dédia à Maximiliana Brentano.

## Musique
Elle est composée de trois mouvements et six variations :
1. Vivace ma non troppo – Adagio espressivo
2. Prestissimo
3. Andante molto cantabile ed espressivo et Variations I à VI

### Premier mouvement: Vivace ma non troppo - Adagio espressivo
Le premier mouvement alterne un thème vivace, composé de couples de doubles croches en demande/réponse, et un thème grave, contrastant singulièrement. L'extrême dépouillement de l'exposition procure une impression de légèreté. Le second thème apparaît à la dixième mesure, avec un changement de mètre, et une écriture faisant intervenir des intervalles beaucoup plus importants, utilisant la complète tessiture de l'instrument (les pianos de 1810 à 1820 possédaient au maximum sept octaves). Malgré la gravité du second thème, l'optimisme perdure encore, jusqu'à la ré-exposition, où l'écriture se densifie avec le retour au mètre original en 2/2. Les deux thèmes alternent encore jusqu'à la reprise finale, dénudée, jouée pianissimo et aboutissant en crescendo sur la cadence parfaite de mi majeur.

### Deuxième mouvement, Prestissimo
L'écriture du deuxième mouvement est dès le départ très dense, dans la tonalité de mi mineur. C'est un scherzo traditionnel, prescrit prestissimo, en opposition complète avec la légèreté du premier mouvement. La gravité du thème et le rythme très soutenu du mouvement plongent l'auditeur dans de profonds tourments, après lesquels l'arrivée du troisième mouvement apparaît comme une délivrance.

### Troisième mouvement
Enfin, le mouvement en variations propose un thème mélodiquement très riche et dont l'harmonie, notamment aux voix de ténor et de basse, en font l'un des plus recherchés des 32 sonates. Les variations vont progressivement complexifier l'exécution en subdivisant de plus en plus les mesures et en densifiant la notation. La dernière des variations, la variation VI, passant des doubles croches, aux triples croches puis aux trilles, y compris à la main gauche, clôture l'ensemble par la réapparition du thème original en cantabile, affirmant l'unité de l'œuvre, principe que l'on retrouve dans les œuvres tardives de Beethoven.